# Хильдеберт (граф Камерино)
Хильдебе́рт (лат. Hildebertus, итал. Ildeperto; умер не ранее 18 сентября 882?) — граф Камерино (844/850—860).

## Биография
Хильдеберт был первенцем правителя Сполетского герцогства Беренгара и Хильтруды (Вильтруды), дочери императора Лотаря I. Вероятно, что вскоре после утери в 842 году Беренгером власть над Сполето, Хильдеберт разделил с отцом власть над оставшимся у них Камерино, а затем получил это графство в единоличное управление. Обстоятельства этих событий неизвестны. Предполагается, что полный переход власти к Хильдеберту произошёл в 844 или в 850 году.
Первое сообщение о Хильдеберте в современных ему исторических источниках относится только к июлю 850 года, когда он в качестве государева посланца (лат. missus dominicus) вместе с отцом председательствовал на судебном заседании по одному из земельных споров.
О правлении Хильдеберта ничего неизвестно до 860 года. В одном из документов, датированном мартом этого года, сообщается, что в городе Пичено по ходатайству графа Хукпольда, представителя императора Людовика II, было проведено судебное заседание, на котором Хильдеберт был признан виновным в захвате некоторых земель, принадлежавших имперскому фиску. Это судебное решение, вмешивающееся во внутренние дела полунезависимых лангобардских герцогств, стало причиной первого большого мятежа итальянской знати против Людовика II. По сообщению «Хроники Монтекассино», Хильдеберт и примкнувший к нему новый герцог Сполето Ламберт II составили заговор против императора, но тот был раскрыт. Для усмирения мятежа Людовик с войском двинулся в Центральную Италию, заставив заговорщиков бежать под защиту князя Беневенто Адельхиза. Отсюда Хильдеберт отправился в принадлежавший сарацинам город Бари, где был с почётом принят местным эмиром Савданом. Тем временем, император Людовик II продолжил вести военные действия против своих врагов: у Изернии он вступил в бой с войском мусульман, после долгой осады захватил город Алифе, а затем вёл осаду Сант-Агата-де-Готи, которую снял только по настоятельной просьбе аббата Монтекассино Бертария. Сюда же, в Сант-Агата-де-Готи, в середине лета прибыл беневентский князь Адельхиз, который смог добиться от императора прощения как для себя, так и для Ламберта II и Хильдеберта.
О дальнейшей судьбе Хильдеберта после событий 860 года достоверных сведений в исторических источниках не сохранилось. Вероятно, что, несмотря на объявленное прощение, Хильдеберт был лишён императором графства Камерино, так как уже позднее в этом же году местным правителем называется граф Герард III. Ряд историков предполагает, что именно о бывшем графе Камерино сообщается в хартии от 18 сентября 882 года, в которой некий Хильдеберт передал часть своего имущества в дар аббатству Сен-Ванн в Вердене, однако другие исследователи склонны считать этого Хильдеберта сыном графа Гессенгау Беренгара.